# Klucznik (Barczewo)
Klucznik (deutsch Klutznick, 1938 bis 1945 Klausen) ist ein Ort in der polnischen Woiwodschaft Ermland-Masuren. Er gehört zur Stadt-und-Land-Gemeinde Barczewo (Wartenburg i. Ostpr.) im Powiat Olsztyński (Kreis Allenstein).

## Geographische Lage
Klucznik liegt im Westen der Woiwodschaft Ermland-Masuren, 19 Kilometer östlich der Kreis- und Woiwodschaftshauptstadt Olsztyn (Allenstein).

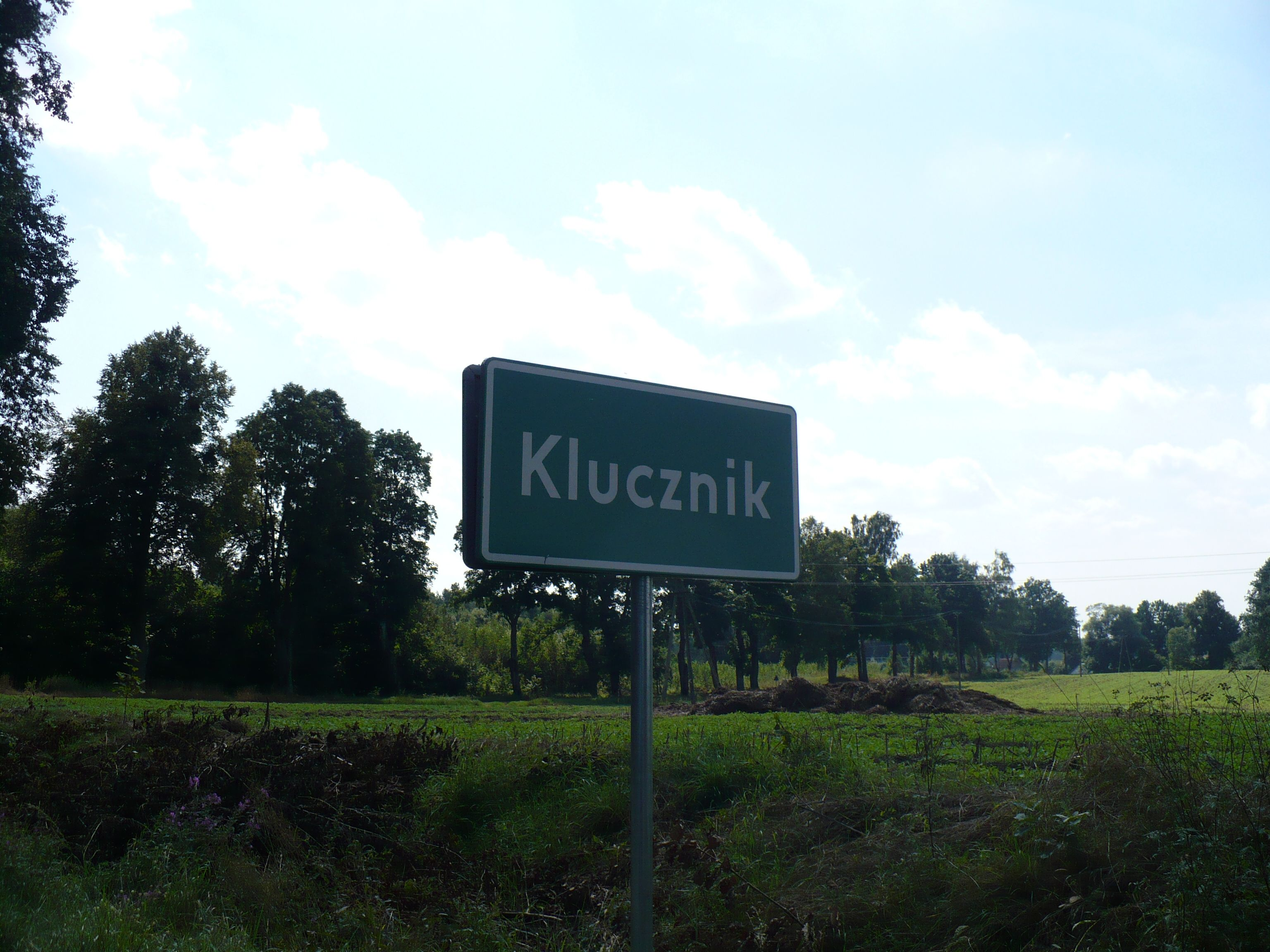
Ortseinfahrtschild Klucznik

## Geschichte
Das Dorf Klutzing (nach 1785 Klucznik) bestand in seinem Ursprung aus mehreren kleinen Höfen. 1785 wurde es als köllmisches Dorf im Amt Wartenburg im Kreis Heilsberg mit fünf Feuerstellen genannt. Die Volkszählung am 3. Dezember 1861 ergab drei Wohngebäude bei 35 Einwohnern.
Die Landgemeinde Klutznick wurde 1874 Teil des neu errichteten Amtsbezirks Preylowen (1938 bis 1945 Amtsbezirk Preiwils, polnisch Prejłowo) im ostpreußischen Kreis Allenstein. Die Einwohnerzahl Klutznicks belief sich im Jahre 1910 auf 80.
Am 30. September 1928 vergrößerte sich die Gemeinde Klutznick um den Gutsbezirk Podlassen (polnisch Podlazy), der eingemeindet wurde. Die Zahl der Einwohner kletterte auf 198 im Jahre 1933 und belief sich auf 178 im Jahre 1939.
Am 3. Juni – offiziell bestätigt am 16. Juli – 1938 wurde Klutznick aus politisch-ideologischen Gründen der Abwehr fremdländisch erscheinender Ortsnamen in „Klausen“ umbenannt, gleichzeitig bekam die eingemeindete Ortschaft Podlassen den Namen „Klausenhof“.
Als 1945 in Kriegsfolge das gesamte südliche Ostpreußen an Polen fiel, erhielt Klausen die polnische Namensform „Klucznik“. Heute ist das Dorf in die Gmina Barczewo (Stadt-und-Land-Gemeinde Wartenburg i. Ostpr.) im Powiat Olsztyński (Kreis Allenstein) eingegliedert, von 1975 bis 1998 der Woiwodschaft Olsztyn, seither der Woiwodschaft Ermland-Masuren zugehörig.

## Kirche
Bis 1945 war Klutznick resp. Klausen in die evangelische Kirche Wartenburg (Ostpreußen)  (polnisch Barczewo) in der Kirchenprovinz Ostpreußen der Kirche der Altpreußischen Union, außerdem in die römisch-katholische Kirche Gillau (polnisch Giławy) im Bistum Ermland eingepfarrt.
Heute gehört Klucznik weiterhin zur Pfarrei Giławy, die jetzt dem Erzbistum Ermland zugeordnet ist. Die evangelischen Einwohner orientieren sich zur Christus-Erlöser-Kirche Olsztyn (Allenstein) innerhalb der Diözese Masuren der Evangelisch-Augsburgischen Kirche in Polen.

## Verkehr
Klucznik liegt an einer Nebenstraße, die von Barczewo bis nach Grzegrzółki (Kukukswalde) im Powiat Szczycieński (Kreis Ortelsburg) führt. Eine Bahnanbindung besteht nicht.